# Seven Churches
Seven Churches je prvi studijski album američkog death, thrash metal sastava Possessed objavljen 16. listopada 1985. godine.

## Popis pjesama
1. "The Exorcist" - 4:52
2. "Pentagram" - 3:34
3. "Burning in Hell" - 3:10
4. "Evil Warriors" - 3:44
5. "Seven Churches" - 3:14
6. "Satan's Curse" - 4:15
7. "Holy Hell" - 4:12
8. "Twisted Minds" - 5:10
9. "Fallen Angel" - 3:58
10. "Death Metal" - 3:15

## Zasluge
- Jeff Becerra - vokali, bas-gitara
- Mike Torrao - gitara
- Larry LaLonde - gitara
- Mike Sus - bubnjevi